# Yvon Grasset
Pour les articles homonymes, voir Grasset.
Yvon Grasset, né le 19 mars 1917 à Eugène-Étienne et décédé le 7 février 2002 à Béziers, est un homme politique français.

## Biographie
Député de Tlemcen 1958-1962